# Çomaklı, Korkuteli
Çomaklı là một thị trấn thuộc huyện Korkuteli, tỉnh Antalya, Thổ Nhĩ Kỳ. Dân số thời điểm năm 2011 là 1.106 người.